# Cavallina storna
Cavallina storna (tdl. ‘Yegua moteada’) es una película de melodrama histórico italiano de 1953 dirigida por Giulio Morelli y protagonizada por Gino Cervi. Está basado libremente en varios poemas autobiográficos («La cavalla storna», «X agosto», «Un ricordo» y «II nido di Farlotti») de Giovanni Pascoli. Recaudó alrededor de 145 millones de liras en la taquilla italiana.

## Argumento
Inspirado en el poema de Giovanni Pascoli, Ruggero es asesinado por un oficial corrupto. Su cuerpo es devuelto a casa por una yegua que, varios años después, ayudará a revelar al culpable.

## Reparto
- Gino Cervi como Ruggero Pascoli.
- Franca Marzi como Dalgisa.
- Cesare Danova como Sandro Fabbri.
- Monica Clay como Mariù Pascoli.
- Paola Barbara como Matelda Pascoli.
- Umberto Sacripante como Baganin.
- Emma Baron como Caterina Pascoli.
- Clelia Matania como Erminia.
- Oscar Andriani como el intendente.
- Michele Riccardini como Francesco.
- Carlo Ninchi como capitán Baroni.